# Tjäktjajaure
Tjäktjajaure är en sjö i Jokkmokks kommun i Lappland och ingår i Luleälvens huvudavrinningsområde. Sjön har en area på 0,359 kvadratkilometer och ligger 514 meter över havet. Tjäktjajaure ligger i Udtja Natura 2000-område.

## Delavrinningsområde
Tjäktjajaure ingår i det delavrinningsområde (736648-165435) som SMHI kallar för Inloppet i Naustajaure. Medelhöjden är 515 meter över havet och ytan är 27,5 kvadratkilometer. Det finns inga avrinningsområden uppströms utan avrinningsområdet är högsta punkten. Naustajåkkå som avvattnar avrinningsområdet har biflödesordning 5, vilket innebär att vattnet flödar genom totalt 5 vattendrag innan det når havet efter 260 kilometer. Avrinningsområdet består mestadels av skog (65 procent) och sankmarker (33 procent). Avrinningsområdet har 0,6 kvadratkilometer vattenytor vilket ger det en sjöprocent på 2,2 procent.